# Knemodynerus circumspectus
Knemodynerus circumspectus är en stekelart som först beskrevs av Smith 1860.  Knemodynerus circumspectus ingår i släktet Knemodynerus och familjen Eumenidae. Utöver nominatformen finns också underarten K. c. derufatus.